# Wanda Ramos
Wanda Ramos (Dundo, 1948-Lisboa, 1998) fue una escritora, traductora, cuentista y poetisa feminista angoleña. Tras vivir sus primeros años en su país natal, se mudó a Portugal alrededor de 1958, lugar donde vivió hasta su muerte por cáncer.

## Biografía
Egresada de licenciatura en Filología Germánica de la Facultad de Artes de la Universidad de Lisboa, además de sus actividades literarias se desempeñó en labores docentes y fue miembro activa de la Asociación Portuguesa de Escritores. Colaboró en varias publicaciones con crónicas, poemas y cuentos, siendo colaborador permanente de la revista Africa. También trabajó como traductora, llevando al portugués textos de Jorge Luis Borges, Edith Wharton, Octavio Paz, Rabindranath Tagore y John le Carré.
Fue galardonada con el Premio a la ficción de la Asociación Portuguesa de Escritores por Percursos (1981). En 1983 regresó a la poesía con el volumen de prosa poética Intimidade da Fala; esta publicación tiene la cubierta y diseño hors-texte de su propia autoría. En el mismo año, publicó su segunda novela, As Incontáveis Vésperas, donde refleja los problemas relacionados con la situación de la mujer, centrándose particularmente en la provincia portuguesa, abordando cuestiones tales como el descubrimiento de la sexualidad y el erotismo.
En 1986 publica la que sería su última colección de poemas, Poe-Mas-Com-Sentidos. En este rescata los poemas de Nas Coxas do Tempo, incluyendo uno inédito; además anexó dos secciones nuevas, una de las cuales está en prosa. Según la nota final de la autora, este libro cubre un período de escritura que va de 1967 a 1986.
A partir de 1990, pasa a publicar sólo ficción. Os Dias, Depois apareció en 1990 y en 1991 Litoral (Ara Solis). Este último sería considerado el más mítico de los libros de la autora: inmerso en lo poético y vinculado a la estructura de la imagen, Litoral también tiene influencias de la novela policíaca; con este libro, ganó el Premio Literario de la Ciudad de Almada para trabajos inéditos. Entre octubre y noviembre de 1997, Wanda Ramos fue invitada a la MEET - Maison des Etrangers et des écrivains Traducteurs en Saint-Nazaire.
En 1998, murió víctima de un cáncer en Lisboa. En 1999 sale a la luz su último libro, Crónica com Estuário ao Fundo, escrito durante su estancia en el MEET, el año anterior lo había publicado en Francia, en edición bilingüe.

## Obras

### Colecciones
- Nas Coxas do Tempo (1970)
- E Contudo Cantar Sempre (1979)
- Poemas-com-Sentidos (1985)[3]

### Novelas
- Percursos (1981).
- As Incontáveis Vésperas (1983)
- l'éblouissant Litoral (1991)
- Crónica com estuário ao fundo (en francés Chronique sur fond d’estuaire, 1998).[3]